# Lijst van wapens van voormalige Noord-Hollandse gemeenten
Dit artikel bevat een lijst van wapens van voormalige Noord-Hollandse gemeenten. De lijst is alfabetisch gesorteerd.

## A

Wapen van Abbekerk
Wapen van Akersloot
Wapen van Andijk
Wapen van Ankeveen
Wapen van Anna Paulowna
Wapen van Assendelft
Wapen van Avenhorn

## B

Wapen van Barsingerhorn (tot 1941)
Wapen van Barsingerhorn (1941)
Wapen van Barsingerhorn (1971)
Wapen van Beemster
Wapen van Beets
Wapen van Bennebroek
Wapen van Bergen (1921)
Wapen van Berkenrode
Wapen van Berkhout
Wapen van Bijlmermeer
Wapen van Blokker
Wapen van Bovenkarspel
Wapen van Broek in Waterland
Wapen van Broek op Langedijk
Wapen van Buiksloot
Wapen van Bussum

## C

Wapen van Callantsoog
Wapen van Castricum (1816)

## D

Wapen van De Rijp

## E

Wapen van Egmond
Wapen van Egmond aan Zee
Wapen van Egmond-Binnen

## G

Wapen van Graft
Wapen van Graft-De Rijp
Wapen van 's-Graveland
Wapen van 's-Graveland
Wapen van Groet
Wapen van Grootebroek
Wapen van Grosthuizen

## H

Wapen van Haarlemmerliede
Wapen van Haarlemmerliede en Spaarnwoude (2019)
Wapen van Harenkarspel (1817)
Wapen van Harenkarspel (1990)
Wapen van Heerhugowaard
Wapen van Hensbroek
Wapen van Hoogkarspel
Wapen van Hoogwoud

## I

Wapen van Ilpendam

## J

Wapen van Jisp

## K

Wapen van Kalslagen
Wapen van Koedijk
Wapen van Koog aan de Zaan
Wapen van Kortenhoef
Wapen van Krommenie
Wapen van Kwadijk

## L

Wapen van Langedijk
Wapen van Leimuiden
Wapen van Limmen

## M

Wapen van Marken
Wapen van Middelie (1819)
Wapen van Middelie (1891)
Wapen van Midwoud
Wapen van Monnickendam
Wapen van Muiden

## N

Wapen van Naarden
Wapen van Nederhorst den Berg
Wapen van Nibbixwoud
Wapen van Niedorp (1971)
Wapen van Niedorp (1990)
Wapen van Nieuwe Niedorp
Wapen van Nieuwendam
Wapen van Nieuwer-Amstel
Wapen van Noord-Scharwoude
Wapen van Noorder-Koggenland

## O

Wapen van Obdam (1816)
Wapen van Obdam (1979)
Wapen van Oosthuizen
Wapen van Opperdoes
Wapen van Oterleek
Wapen van Oude Niedorp
Wapen van Oudendijk
Wapen van Oudkarspel
Wapen van Oudorp

## P

Wapen van Petten

## R

Wapen van Ransdorp

## S

Wapen van Schagen
Wapen van Schardam
Wapen van Scharwoude
Wapen van Schellingwoude
Wapen van Schellinkhout
Wapen van Schermer
Wapen van Schermerhorn
Wapen van Schoorl
Wapen van Schoten
Wapen van Sijbekarspel
Wapen van Sint Maarten
Wapen van Sint Pancras
Wapen van Sloten
Wapen van Spaarndam
Wapen van Spaarnwoude
Wapen van Spanbroek

## T

Wapen van Terschelling
Wapen van Twisk

## U

Wapen van Urk tot 1950 Noord-Holland, 1951-1986 Overijssel
Wapen van Ursem

## V

Wapen van Veenhuizen
Wapen van Venhuizen (1816)
Wapen van Venhuizen (1970)
Wapen van Vlieland

## W

Wapen van Warder
Wapen van Warmenhuizen
Wapen van Waverveen
Wapen van Weesp
Wapen van Weesperkarspel (1817)
Wapen van Weesperkarspel (1949)
Wapen van Wervershoof
Wapen van Wester-Koggenland
Wapen van Westwoud
Wapen van Westzaan
Wapen van Wieringen
Wapen van Wieringermeer
Wapen van Wieringerwaard
Wapen van Wijdenes
Wapen van Wijdewormer (1817)
Wapen van Wijdewormer (1949)
Wapen van Wijk aan Zee en Duin
Wapen van Wimmenum
Wapen van Winkel
Wapen van Wognum (1816)
Wapen van Wognum (1964)
Wapen van Wognum (1980)
Wapen van Wormer
Wapen van Wormerveer

## Z

Wapen van Zaandam
Wapen van Zaandijk
Wapen van Zijpe
Wapen van Zuid-Scharwoude
Wapen van Zuid- en Noord-Schermer
Wapen van Zwaag